# 马克·戴维斯 (动画师)
马克·弗雷泽·戴维斯（Marc Fraser Davis 1913年3月30日—2000年1月12日）是一名美国动画师，迪士尼九老之一。

## 生平
他出生于美国加州贝克斯菲尔德，幼年时搬家频繁，进入高中前他一共辗转过26所学校。在学校，他曾遭受霸凌，后来发现可以通过卖自己的画来解决霸凌问题，因此喜欢上绘画。高中毕业后，他曾就读于堪萨斯城市艺术学院、加利福尼亚美术学校和奥蒂斯艺术学院，喜欢绘制动物。
1935年，他成为迪士尼的动画师，参与制作《白雪公主》，后来以绘制女性角色出名。在完成《101忠狗》之后，他转而参与迪士尼幻想工程，1978年退休。